# Casque wz.67

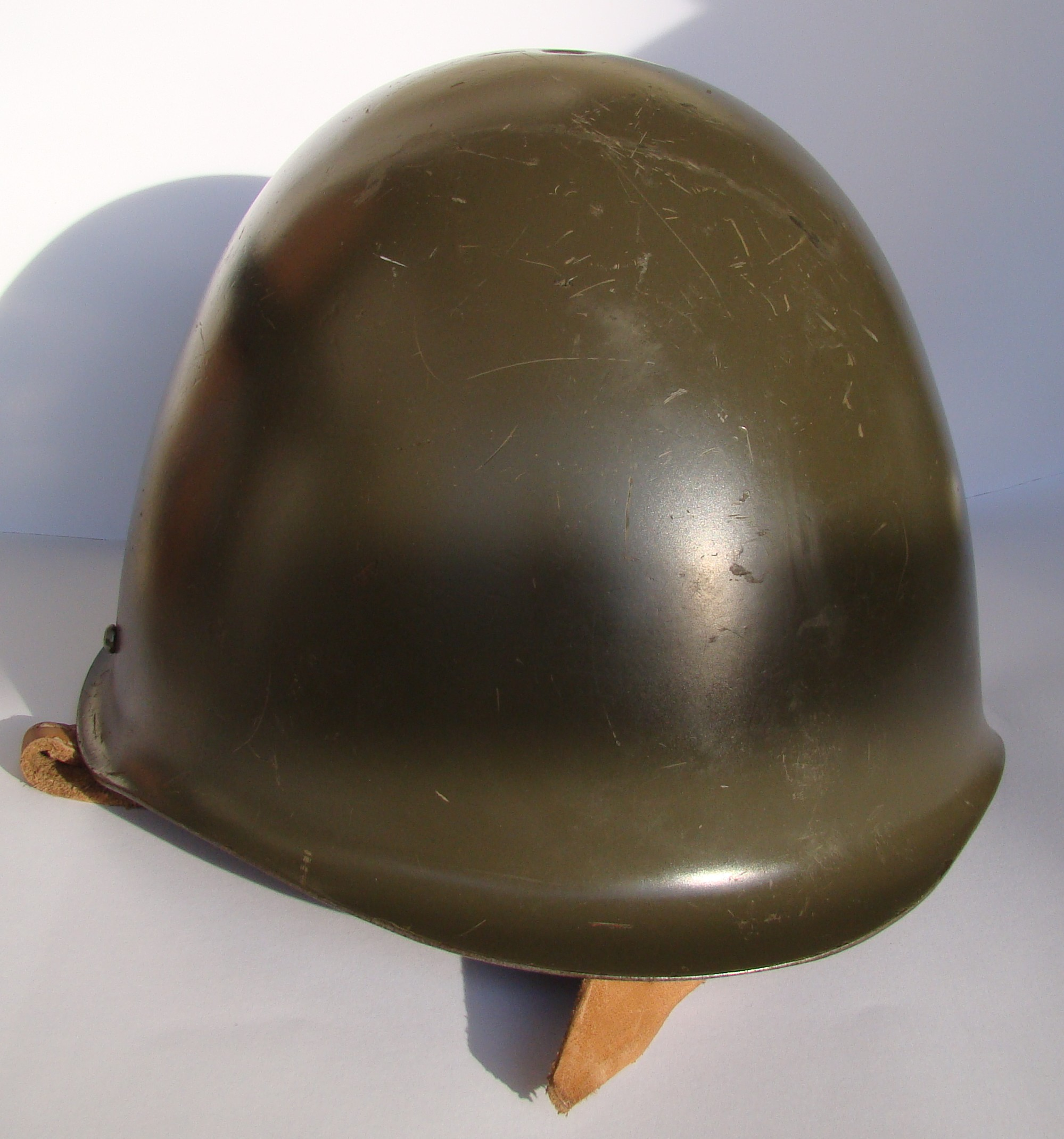
Casque wz. 67

Le casque wz. 67 est un casque de combat développé par l'Armée polonaise en 1967. Il remplace le casque wz.50.

## Histoire
En 1964 à l'Institut militaire de la technologie et de l'armement commencent des travaux sur un nouveau casque d'acier. Le groupe de constructeurs est dirigé par le colonel, ingénieur Romuald Zimny. Le casque est adopté le 21 avril 1967.

## Description

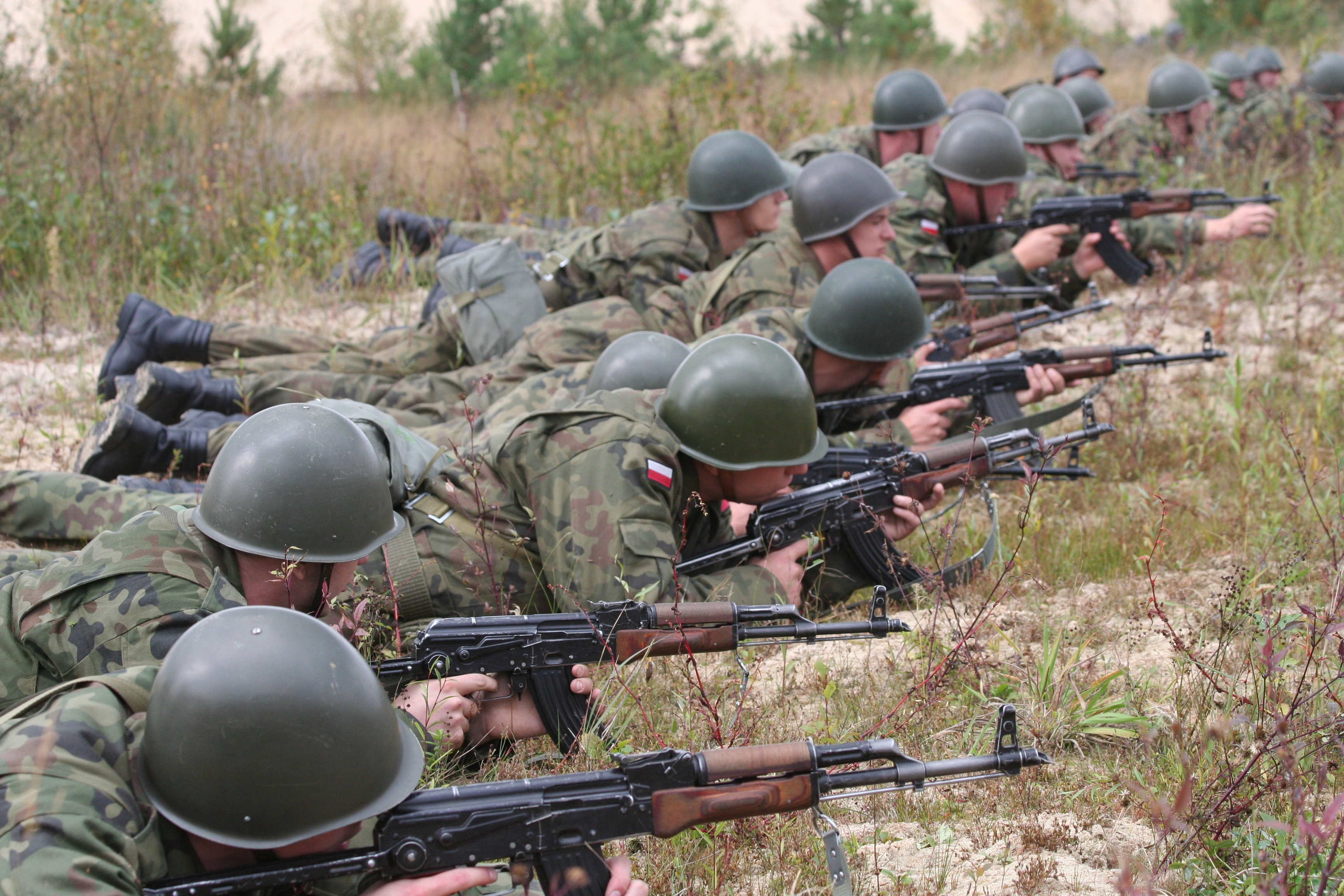
Soldats polonais coiffés des casques wz. 67, en 2008

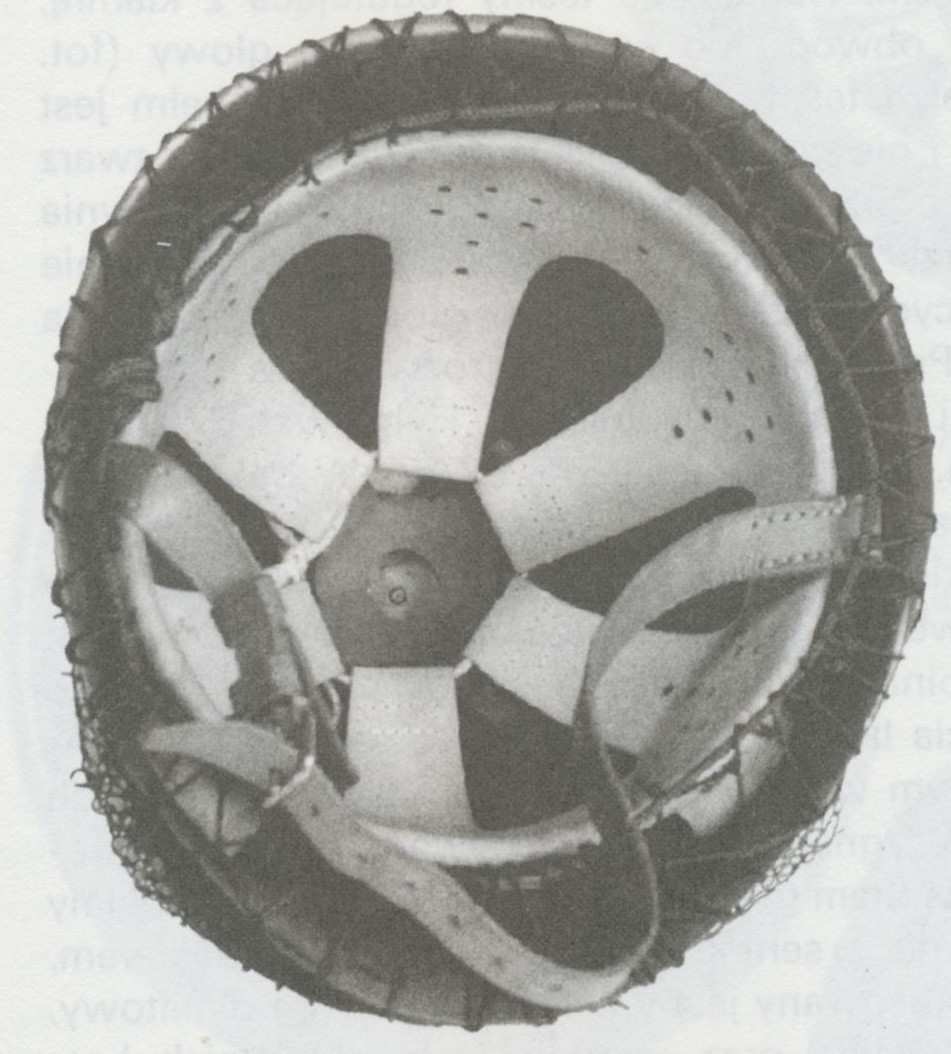
Coiffe de casque wz. 67

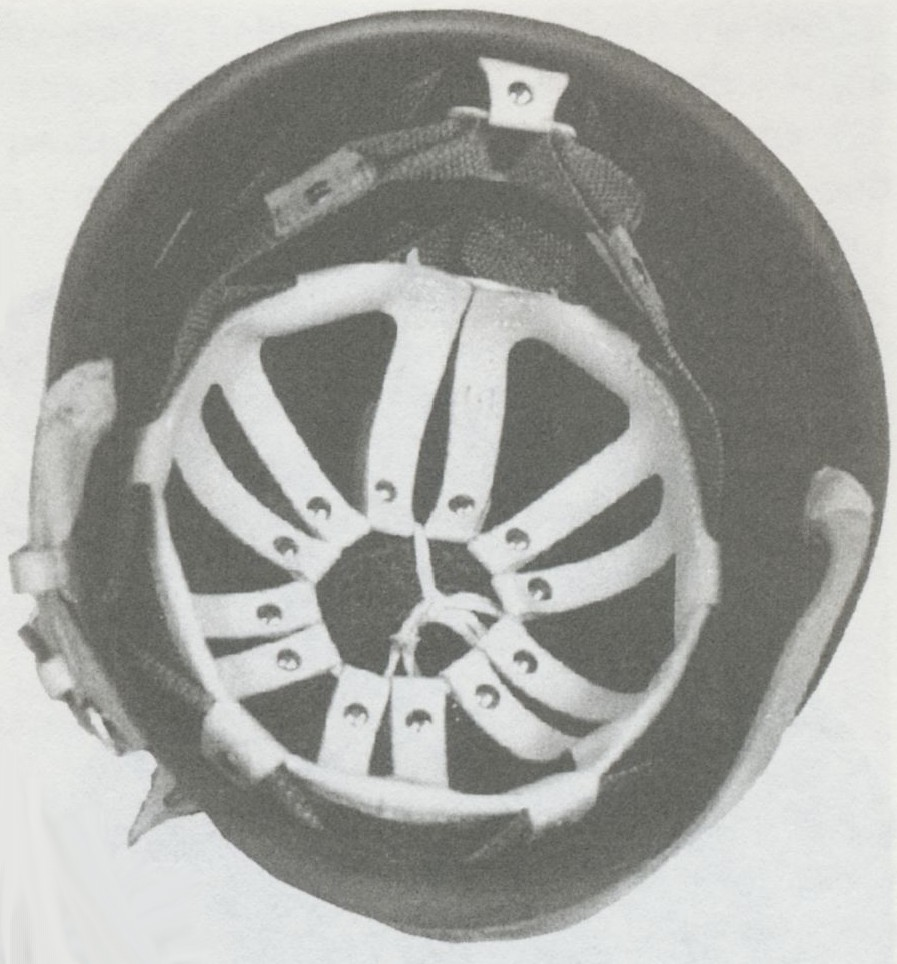
Coiffe de casque wz. 67/75

Le casque wz.67 rappelle par sa forme le casque wz.31. Sa coque est emboutie dans une tôle de 1,4 mm d'épaisseur. Sa visière est peu prononcée. Les rebords sont repliés vers le haut. Son poids est de 1,5 kg.

### Coiffe
Le casque wz.67 est équipé de trois sortes de coiffes. La première est celle du casque wz.50. La deuxième (la plus répandue) est réalisée en cuir beige rosé, elle se compose d'une bande circulaire (couronne) prolongée par six pattes trouées (huit trous) se rejoignant au centre où elles sont reliées par un cordonnet. Elle repose latéralement sur quatre coussinets de caoutchouc mousse et est suspendue à deux plaques d'acier perpendiculaires fixées à la coque par une vis centrale en haut de celle-ci. Cette vis centrale retient elle-même un coussinet en caoutchouc mousse en forme de croix celtique. Ce système facilite l'échange d'une coiffe endommagée ainsi que son démontage ce qui permet en hiver de porter le casque directement sur l'ouchanka. La jugulaire est réalisée en cuir brun clair sans retour, elle s'attache par une boucle à ardillon.
Les coques existent en deux tailles: petite (pour les coiffes de 54–57 cm) et grande (pour les coiffes de  58–60 cm).
La troisième coiffe est introduite en 1977. Elle se compose d'un cerclage métallique, d'un système de bandes compliqué et d'un "hamac" en cuir. Le hamac est réglable pour s'ajuster à toutes les tailles de tête. La nouvelle coiffe permet une bonne fixation du casque sur l'occiput grâce à quoi il ne glisse pas sur les yeux. Les casques équipés de cette coiffe sont connus sous la dénomination casque wz. 67/75.

### Peinture
Il était initialement prévu de peindre des casques wz.67 avec la peinture antireflet "Salamandra", comme c'était le cas des casques wz.31, mais l'idée est abandonnée. Les casques de série sont peints avec de la peinture mate en deux couleurs: kaki (pour l'armée de terre) et gris bleu (pour l'armée de l'air et la marine de guerre). Les casques sont ornés d'un aigle peint au pochoir ou apposé par la décalcomanie. Ils sont également équipés d'un filet de camouflage ainsi que d'un filet spécial pour camoufler le visage. Ces filets sont de la même couleur que les casques. En hiver des couvre-casques blancs sont utilisés.